# لوازم جانبی آیفون
آیفون دارای طیف گسترده‌ای از لوازم جانبی‌های ساخته شده توسط اپل است. البته برندهای دیگر نیز در زمینه طراحی و تولید لوازم جانبی برای آیفون فعالیت دارند.
لوازم جانبی‌های آیفون که توسط اپل طراحی شده‌اند شامل ایرپادها، قاب محافظ، داک شارژ و … می‌باشند.

## ایرپادها

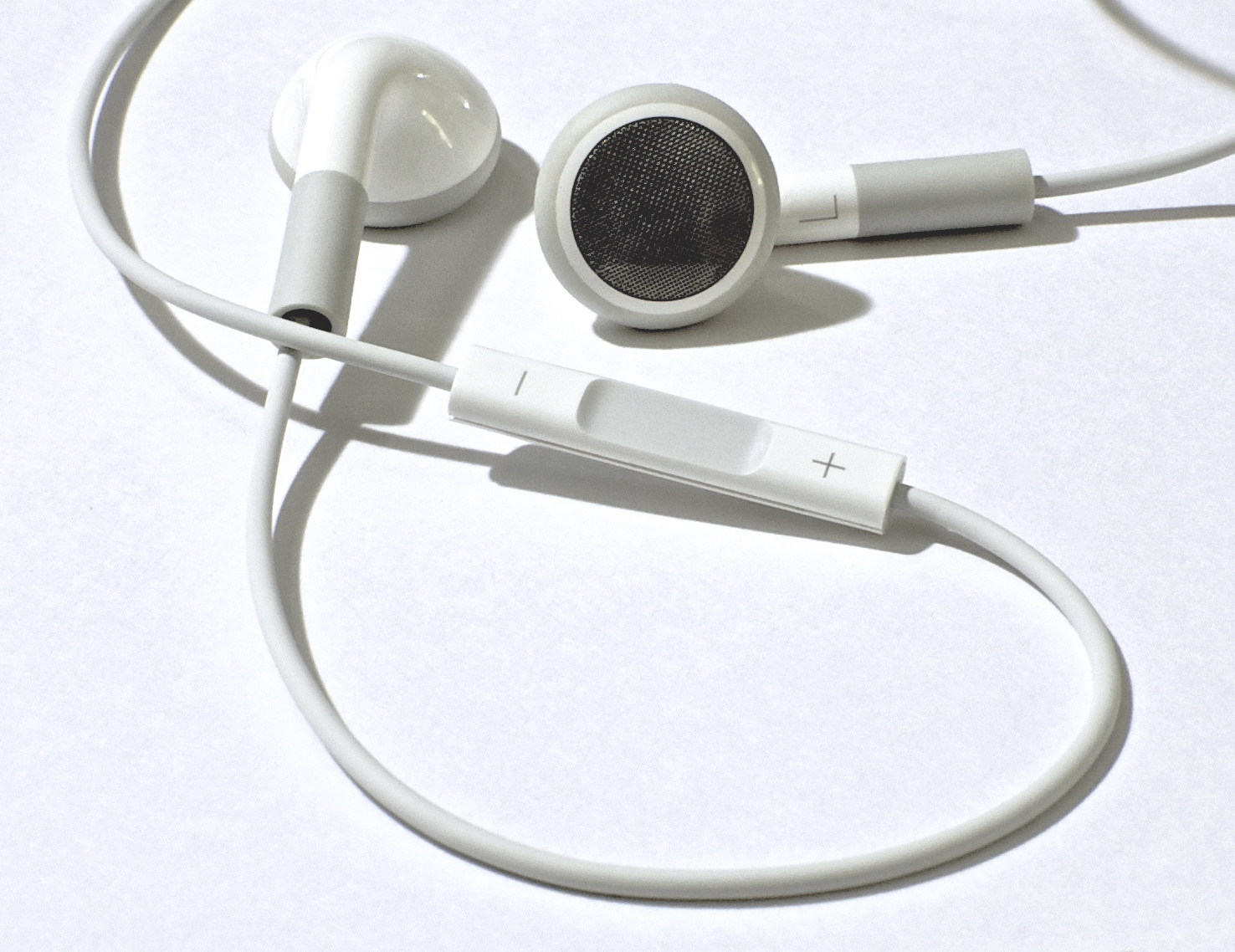
طراحی اپل ایرپاد

ایرپادهای اپل (معرفی شده در ۱۲ سپتامبر ۲۰۱۲) اولین بار با آیفون ۵ عرضه شد و دارای کلیدهای کنترل و میکروفون است. ایرپاد اپل همچنین با آی پاد تاچ نسل پنجم (بدون میکروفون) و نسل هفتم آی پاد نانو (بدون میکروفون) عرضه می‌شوند. آنها به‌طور مستقل نیز فروخته می‌شوند. ایرپادهای اپل در ویتنام مونتاژ می‌شوند.

## داک شارژ
اولین سری از داک شارژهای اپل برای آیفون ۵، 5s و 5c، در سپتامبر ۲۰۱۳ عرضه شدند. داک‌ها طراحی یکسانی دارند، با خروجی صدا و پورت لایتنینگ در پشت، و کانکتور لایتنینگ در بالا. یک داک مخصوص برای iPhone 5 و 5s منتشر شد و یک داک دیگر مخصوص برای iPhone 5c طراحی شده‌است. البته داک شارژ اپل با قاب‌های آیفون‌ها سازگار نیستند.

## قاب محافظ
اپل برای آیفون‌های خود مدل‌های مختلفی از قاب‌های محافظ را نیز طراحی و عرضه کرده‌است. البته برندهای بسیار دیگری نیز در این زمینه فعالیت دارند و تنوع قاب محافظ برای آیفون بسیار زیباد است.
برای مراقبت فیزیکی از تلفن همراه توصیه می‌شود از قاب‌هایی استفاده کنید که تمام پشت تلفن همراه را بپوشاند.